# Aronás
Aronás är en ort i Grekland.   Den ligger i prefekturen Nomós Pierías och regionen Mellersta Makedonien, i den norra delen av landet, 280 km norr om huvudstaden Aten. Aronás ligger 93 meter över havet och antalet invånare är 342.
Terrängen runt Aronás är platt åt sydost, men åt nordväst är den kuperad. Runt Aronás är det ganska tätbefolkat, med 58 invånare per kvadratkilometer. Närmaste större samhälle är Kateríni, 6,7 km öster om Aronás. Trakten runt Aronás består till största delen av jordbruksmark.